# Avane (Vecchiano)
(Giosuè Carducci, Rima LXXIX "Faida di Comune", da Rime nuove, Libro VI)
Avane (AFI: /ˈavane/ o, poeticamente, /aˈvane/) è una frazione del comune italiano di Vecchiano, nella provincia di Pisa, in Toscana.

## Geografia fisica
Avane si trova in un'area pianeggiante sulla sponda destra del fiume Serchio, che girando intorno al paese lo chiude all'interno della propria ansa. Avane è delimitato a ovest dall'altura di Monte Spazzavento (156 m s.l.m.) e da una serie di colline, estreme propaggini del complesso del Monte Pisano, le cui pareti sono particolarmente note come palestre naturali per l'arrampicata. Nell'area in piano sono frequenti piantagioni (soprattutto spinaci e rapi, ma anche granturco) e frutteti, mentre sulle colline si produce olio extravergine grazie alla presenza di uliveti.
Avane dista 3 km da Vecchiano e poco più di 9 km da Pisa.

## Storia

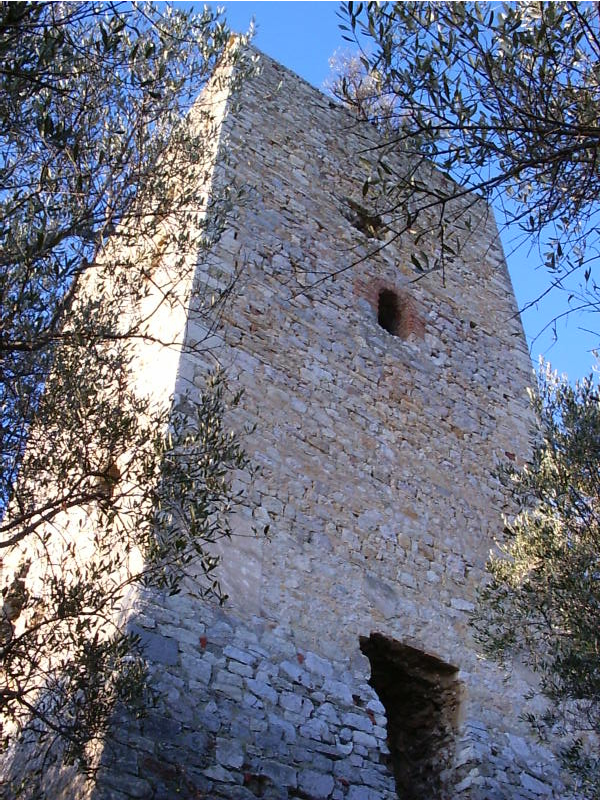
La torre del castello Rosaiolo

Il toponimo è riconducibile al latino ad vēnandum (alterato successivamente in ad venanum), cioè «per cacciare», e sta ad indicare la presenza di un territorio, composto da foreste o bandite, i cui proprietari erano soliti utilizzare per praticare attività venatorie: a conferma di questa ipotesi vi sono altri toponimi riconducibili a queste attività, come Falconaja e Cafaggioreggio, oggi due vie del paese con i nomi di "Falcata" e "Cafaggio". Il territorio di Avane risulta abitato già in epoca preistorica sino al periodo romano, e in epoca alto-medievale è proprietà della Corona d'Italia. Il paese è citato per la prima volta in un documento del 952. Altri documenti che ricordano Avane sono i diplomi di Corrado II (1138) e Federico I (1178) indirizzati all'arcivescovo di Pisa, per ottenere l'investitura dalla corte e distretto di Avana. In epoca medievale è ricordata anche la presenza, oltre che della pieve di Santa Cristina ancora oggi esistente, di altre due chiese scomparse: la chiesa di Santo Stefano, nota dal 1128, e quella di San Salvatore, attestata al 1212 e dipendente dal diruto castello di Rosaiolo.

## Monumenti e luoghi d'interesse
- Chiesa di Santa Cristina, chiesa parrocchiale della frazione, è ricordata come pieve nel 1137.
- Casa Gentili, villa situata nel paese, è documentata fin dal 1622.
- Castello di Rosaiolo, se ne conservano i ruderi alle pendici di Monte Spazzavento. Ricordato per la prima volta nel 1026 come castellum de Avane, il complesso fortificato è noto anche come castello di Ponte a Serchio, in quanto comprendeva dal 1168 un ponte che attraversava il Serchio e di cui rimane oggi solamente una palizzata sull'acqua del fiume. Del castello rimangono oggi la torre e parte delle strutture murarie.[6]

## Sport
Le alture che compongono il Monte Spazzavento, parte del complesso del Monte Pisano, sono note per la presenza di pareti di roccia molto frequentate dai praticanti di arrampicata. I due principali settori che compongono la parete sono quello della Baccanella e quello della Valle dei Porci.
In passato esisteva una squadra di calcio, denominata Avane F.C. e fondata nei primi anni del Novecento, fallita per motivi economici intorno al 1960, che ha raggiunto la prima categoria. I colori sociali erano verde, nero e arancione.